# Makrí Gialós
Makrí Gialós o Makrigialós (en griego, Μακρύ Γυαλός) es una localidad y unidad municipal de Grecia ubicada en la isla de Creta. Pertenece a la unidad periférica de Lasithi y al municipio de Yerápetra. En el año 2011 contaba con una población de 760 habitantes.

## Yacimientos arqueológicos

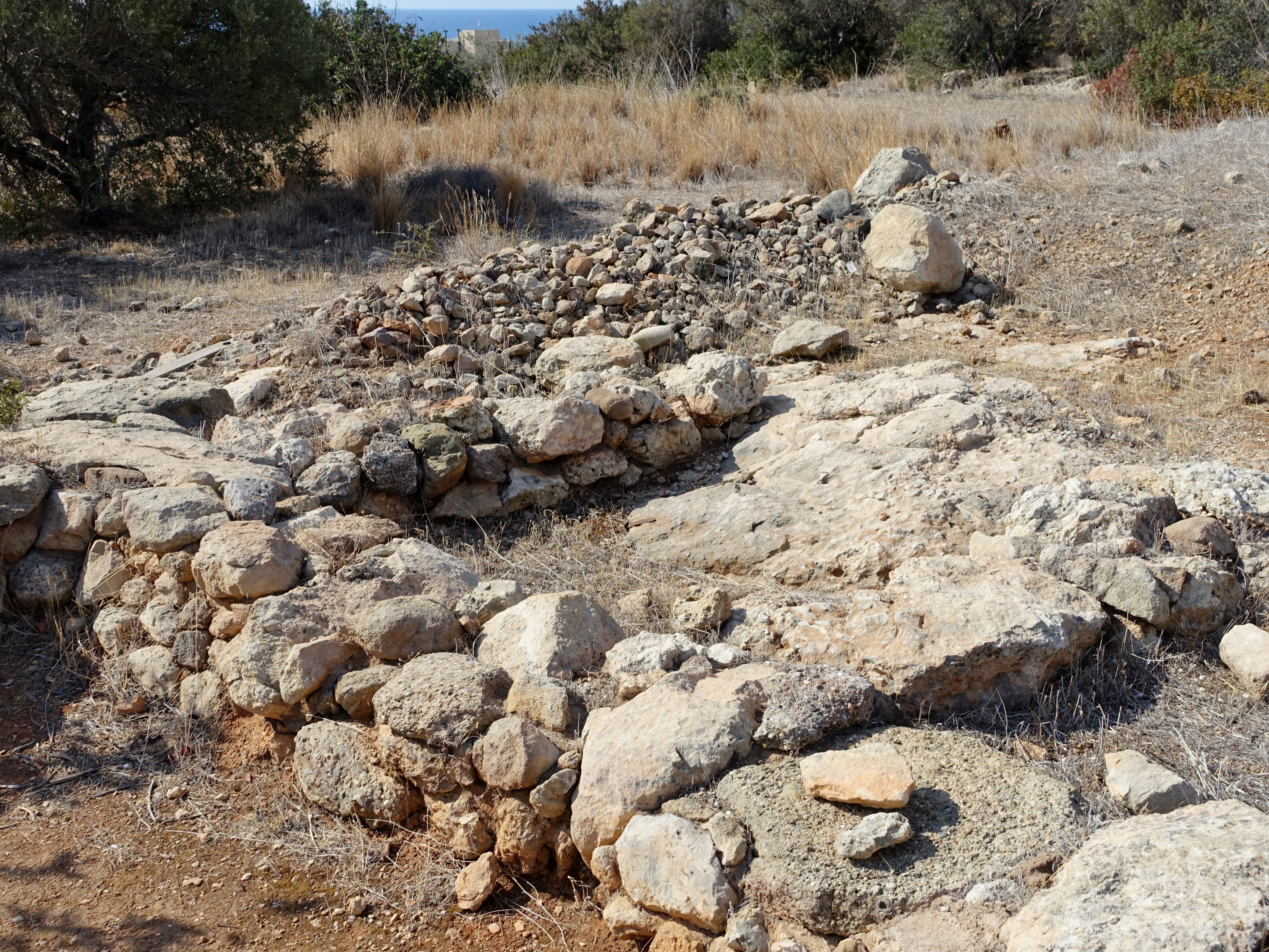
Restos de la villa minoica de Makrí Gialós.

### Villa minoica
Cerca de este pueblo hay un yacimiento arqueológico donde se encontró una villa minoica que pertenece al periodo minoico tardío IB y fue destruida por el fuego hacia el 1450 a. C. Tiene algunas similitudes con edificios palaciales de otros lugares de Creta. Tenía un patio central y dos columnatas que formaban un pórtico. En uno de los extremos había un altar. Contaba con almacenes y una de las habitaciones tenía el piso pavimentado. 
Entre los hallazgos figuran recipientes de arcilla y de piedra, figurillas y un sello de esteatita con la representación de un barco, un sacerdote y una palmera.
La mansión está situada cerca de una bahía que probablemente funcionaba como un puerto y además explotaba los recursos agrícolas y pesqueros del entorno. Por otra parte, se ha sugerido que se trataba de un edificio destinado al culto. 
Las excavaciones fueron realizadas entre 1973 y 1977 por un equipo dirigido por Costis Davaras.

### Villa romana

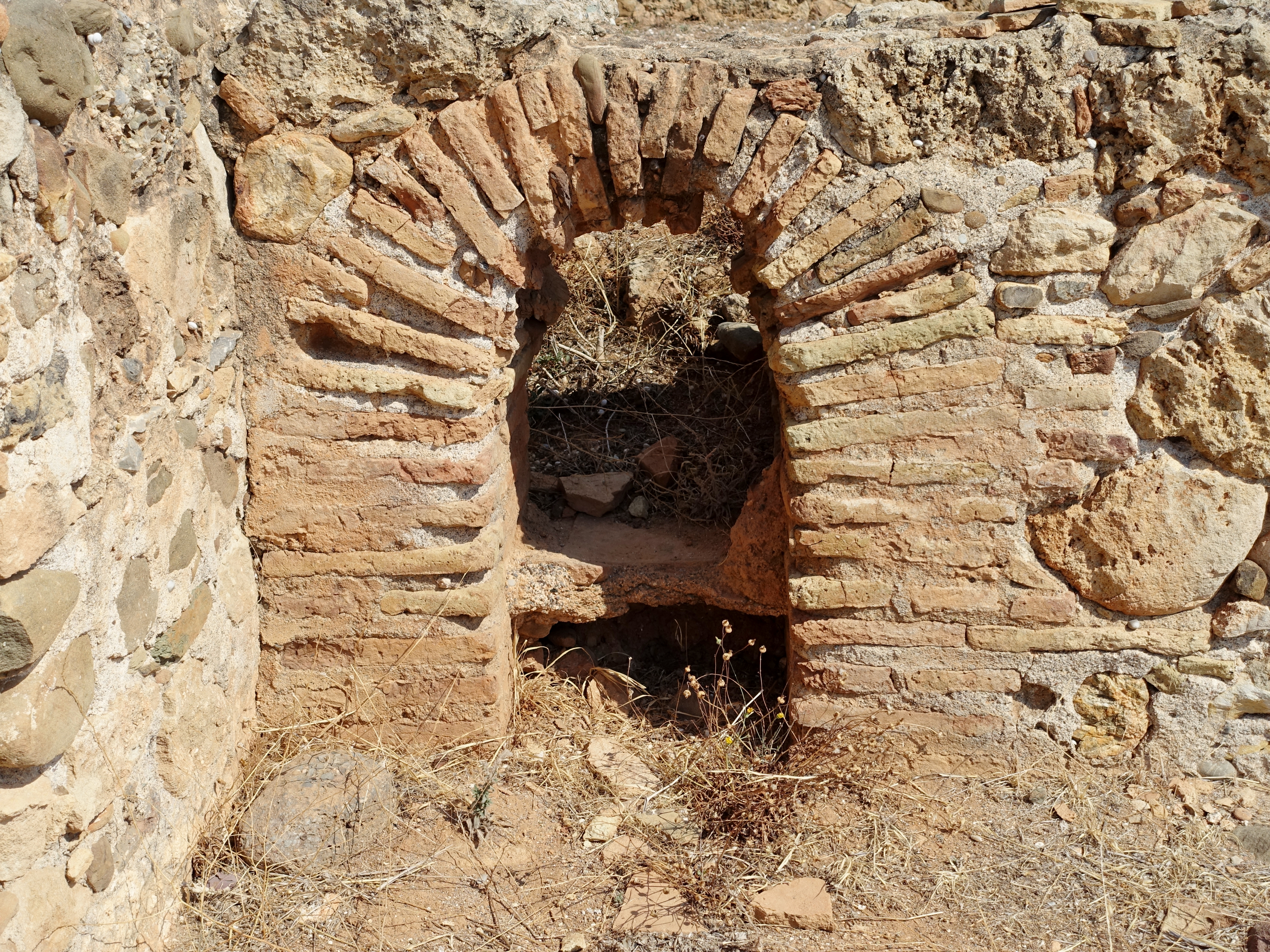
Restos de la villa romana de Makrí Gialós.

También se encuentra otro yacimiento arqueológico con los restos de una villa romana en Makrí Gialós que estuvo en uso entre los siglos I a. C y III d. C. Tenía un patio central y en torno a él un gran número de habitaciones —algunas de las cuales eran almacenes— además de un sistema de baño. La entrada tenía un suelo de mosaico con motivos geométricos y florales y las habitaciones tenían un suelo de mármol. También había una sala funeraria.